# Torr
Das Torr (Einheitenzeichen: Torr) ist eine Maßeinheit des Drucks. Seine Definition ist eng mit der des Millimeter Quecksilbersäule verknüpft, beide Einheiten werden teilweise als identisch angesehen.
Die Einheit entspricht in dem statischen Druck, der von einer Quecksilbersäule von 1 mm Höhe erzeugt wird, ist aber durch ihr Verhältnis zur Physikalischen Atmosphäre definiert. Der Name Torr wurde zu Ehren Evangelista Torricellis gewählt, der das Quecksilberbarometer erfand. Die Einheit gilt als veraltet.

## Definition
Die Definition des Torr leitet sich von der der physikalischen Atmosphäre ab, die mit der SI-Einheit Pascal über die Definition 1 atm = 101 325 Pa verbunden ist. Eine Atmosphäre wurde ursprünglich mit einem Wert von 760 mmHg angeben. Das Torr ist nun so definiert, dass es genau dem siebenhundertsechzigsten Teil einer physikalischen Atmosphäre entspricht, die Beziehung
{\displaystyle \mathrm {1\;atm=760\;Torr} }
also exakt ist.
Bezogen auf die SI-Einheit Pascal gilt also
{\displaystyle \mathrm {1\;Torr={\frac {101\,325}{760}}\;Pa=133{,}322\,36\ldots \;Pa} }.
Damit stellt das Torr gewissermaßen eine Konkretisierung des zuvor verwendeten Millimeter Quecksilbersäule dar. Der konventionelle Millimeter Quecksilbersäule, wie er noch in der Medizin Anwendung findet, wird heute leicht abweichend definiert. Da nur noch diese Einheit mit Namen mmHg offiziell verwendet wird, macht das Gesetz keine Aussage darüber, ob dies auch eine aktualisierte Definition des Torr sein soll (das damit identisch mit mmHg wäre) oder nicht.

## Herleitung
Der Druck, den eine Säule Quecksilber ausübt, hängt aufgrund der Beziehung {\displaystyle p=\rho \;g\;h} von der Dichte {\displaystyle \rho } des Quecksilbers und der Fallbeschleunigung {\displaystyle g} ab. Mit der Normfallbeschleunigung {\textstyle g=9{,}806\,65\;\mathrm {\frac {m}{s^{2}}} } liegt der Definition des Torr ein Wert von
{\displaystyle \mathrm {\rho ={\frac {101\,325\;Pa}{9,806\,65\,m/s^{2}\cdot 760\;mm}}=13{,}595\,098\,...\;g/cm^{3}} }
zugrunde. Dieser Wert stimmt mit dem zu 0 °C gehörenden Tabellenwert der Quecksilberdichte von 13,5951 g/cm3  oder gleichlautendem anderwärtig angegebenen Wert im Rahmen der Rundung überein.

## Verwendung und Geschichte
Die Einheit war früher unter anderem in der Physik und der Meteorologie (Luftdruck) gebräuchlich; in Deutschland und Österreich ist das Torr seit 1. Januar 1978 nicht mehr allgemein zulässig. Bis zur 7. Auflage der SI-Broschüre (1998) war das Torr noch als sonstige Nicht-SI-Einheit erwähnt, seit der 8. Auflage von 2006 nicht mehr.
Für das Torr und den konventionellen Millimeter Quecksilbersäule wurden früher auch die Zeichen mmHg und mmQS bzw. mmQS benutzt.